# Schlacht in der Straße von Makassar
1. Borneo – Tarakan – Celebes – Balikpapan (See) – Balikpapan (Land) – West-Borneo – Samarinda (Ost-Borneo) – Banjarmasin (Süd-Borneo) – Ambon – Straße von Makassar – Sumatra – Palembang – Badung – Timor – Bali – Riau-Inseln – 1. Javasee – Sundastraße – Java – 2. Javasee – Niederländisch-Neuguinea – Kleine Sundainseln – Molukken – 2. Borneo
1941

Thailand – Malaiische Halbinsel – Pearl Harbor – Hongkong – Philippinen – Guam – Wake – Force Z – Borneo
1942

Burma – Rabaul – Singapur – Sumatra – Timor – Australien – Java – Salamaua–Lae – Bougainville/Buka – Shortland-Inseln – Indischer Ozean – Port Moresby – Tulagi – Korallenmeer – Midway – Nordamerika – Buna-Gona – Kokoda-Track – Nauru/Ocean Island
Die Schlacht in der Straße von Makassar war eine Seeschlacht während des Pazifikkriegs im Zweiten Weltkrieg. Sie wurde auch bekannt als Schlacht in der Madurastraße, Schlacht in der Floressee oder Schlacht nördlich der Lombokstraße.
Ein Schiffsverband der ABDA-Flotte unter dem Oberbefehl des niederländischen Konteradmirals Karel Doorman hatte die Absicht, einen japanischen Invasionskonvoi abzufangen, als er durch japanische Bomber angegriffen und zum Rückzug gezwungen wurde.

## Vorgeschichte
Zu Beginn des Monats Februar 1942 patrouillierte der Schiffsverband, bestehend aus zwei niederländischen und zwei amerikanischen Kreuzern – der De Ruyter als Flaggschiff, der Tromp, der Houston und der Marblehead sowie den niederländischen Zerstörern Banckert, Piet Hein, Van Ghent und den amerikanischen Zerstörern Barker, Bulmer, John D. Edwards und Stewart, in der Straße von Makassar zwischen dem südöstlichen Borneo und dem südwestlichen Celebes (Sulawesi). Der Versuch, am 2. Februar einen japanischen Konvoi bei Kendari abzufangen, schlug fehl, da die Japaner bereits abgezogen waren. Am 4. Februar 1942 liefen die Schiffe erneut aus Bunda Roads aus, um eine große japanische Invasionsflotte aufzuspüren, die Berichten zufolge durch die Meerenge laufen sollte. Diese stand unter dem Oberbefehl des Konteradmirals Takeo Takagi und bestand aus drei Kreuzern und 18 Zerstörern, die Truppentransportschiffe für eine Invasion Makassars und andere Schiffe eskortierten.

## Die Schlacht
Am 4. Februar 1942 ab 9:54 Uhr griffen japanische Marinebomber vom Typ G3M und G4M der 21. und 23. Luftflottille Admiral Doormans Verband an. Die ersten drei Angriffswellen richteten keine nennenswerten Schäden an, doch beim vierten Angriff wurde die Marblehead von zwei Bomben getroffen und durch einen Nahtreffer nahe dem Bug an der Steuerbordseite beschädigt. Dabei starben 15 Seeleute, 34 wurden verletzt. Die Houston wurde durch einen Treffer neben ihrem achteren Hauptgeschützturm ebenfalls schwer beschädigt, dabei fanden 48 Mann den Tod und 50 wurden verletzt. Die De Ruyter erlitt nur leichte Schäden durch Nahtreffer. Der letzte japanische Angriff erzielte keine Treffer. Die fortgesetzten japanischen Luftangriffe machten für die Alliierten aber jede weitere Operation auf See unmöglich, ohne den Verlust der Schiffe zu riskieren. Doorman war gezwungen, nach Tjilatjap zurückzukehren, um an den beschädigten Kreuzern provisorische Reparaturen vornehmen zu lassen.

## Folgen
Die Schlacht war eine schwere Niederlage für die ABDA-Streitkräfte. Admiral Doorman gelang es nicht, den japanischen Schiffsverband anzugreifen, da seine Flotte durch die unerwarteten und außerordentlich heftigen japanischen Luftangriffe zum Rückzug gezwungen wurde. Keine der den Alliierten zu diesem Zeitpunkt in Niederländisch-Indien noch verbliebenen Werften war in der Lage, die schweren Schäden auf der Marblehead oder den durch den Bombentreffer ausgefallenen Geschützturm der Houston zu reparieren. Die Marblehead musste daher in die USA zurückkehren; die Houston blieb zwar mangels verfügbaren Ersatzes im Kampfgebiet, konnte aber nur noch mit sechs ihrer neun 20,3-cm-Geschütze kämpfen. Der Ausfall eines Leichten Kreuzers sowie die eingeschränkte Kampfkraft auf einem von nur zwei verfügbaren Schweren Kreuzern war ein schwerer Verlust für die ohnehin den Japanern schon stark unterlegene ABDA-Flotte.